# アナクレトゥス (ローマ教皇)
アナクレトゥス（Anacletus, 25年頃 – 91年頃）は、ローマ教皇（在位：79年頃 – 91年頃）。カトリック教会の聖人で、4月26日が記念日である。
他の初期の教皇と同じように、アナクレトゥスについて知られていることは多くない。時として別人として語られることもあるクレトゥスという人物と同一人物であろう。伝承によれば彼はローマ市民権を持っており、91年ごろ殉教したとされている。名前がギリシャ名であることからギリシャ系であったとも考えられる。彼は死んでバチカンのリヌス聖堂に葬られた。